# 比得哥什
比得哥什（發音：[ˈbɨdɡɔʂt͡ʂ] ⓘ），舊稱布龙贝格（德語：Bromberg），是波兰北部的一个城市，位于布尔达河和维斯瓦河之上，人口約32萬。自1999年起该市是庫亞維-波美拉尼亞省的首府，曾經为比得哥什省（1947年-1998年）及再之前的波美拉尼亚省（1945年-1947年）的首府。
比得哥什是比得哥什-托伦都市圈的一部分，兩個城市距離45公里，整个都市圈人口超过600,000人。

## 历史
比得哥什是起源于一个称为Bydgoszcz的捕鱼聚居地（拉丁语称为Bydgostia），该市成为维斯瓦河贸易路线上的一个据点。13世纪该市成为一个城堡领主的所在地，1238年第一次被提及。比得哥什1331年-1337年被条顿骑士团占领，后来被国王卡西米尔三世收复，并于1346年4月19日授予比得哥什成为城市的权利。该市日后涌进了很多德国人和犹太人。
15-16世纪比得哥什是一个玉蜀黍贸易的重要地点。1657年《比得哥什条约》于比得哥什签订，普鲁士获得全部主权。
比得哥什一直是大波兰的城市，直至1772年第一次瓜分波兰中割让予普鲁士王国为止。在这个时候，由比得哥什至连接拿确诺河与向北流向的维斯瓦河的运河建成，首先经过布尔达河到向西流向的卢得河，再依次经过华他河流到奥得河。
1807年比得哥什成为了拿破仑的华沙公国的一部分。1815年维也纳会议后比得哥什复归普鲁士统治，成为自治的波兹南大公国的一部分和比得哥什地区的首府。于1871年后该市是德意志帝国的波森省的一部分。第一次世界大战和大波兰起义之后，比得哥什1919年回归波兰。1938年比得哥什转属于波美拉尼亚省。
1939年-1945年第二次世界大战时期，比得哥什被纳粹德国占领并合并到行政從屬區域。1939年9月3日，大战刚开始不久，抵抗纳粹德国的比得哥什流血星期日事件发生了，城中的德国人被撤退至此的波兰军队杀害；9月9日德国防卫军占领比得哥什之后，该事件后来被纳粹宣传队利用作借口报复波兰人。该市的犹太人市民被镇压，上千的人被送往集中营或被处死。根据《新世界百科全书》的資料，37,000名比得哥什市民于战争中死亡。
1945年比得哥什解放并回归波兰。

## 經濟

### 主要的公司
- Zachem SA化學公司 （英文）
- Zespół Elektrociepłowni Bydgoszcz SA
- PESA Pojazdy Szynowe (PESA Rail Vehicles) （页面存档备份，存于）

## 教育

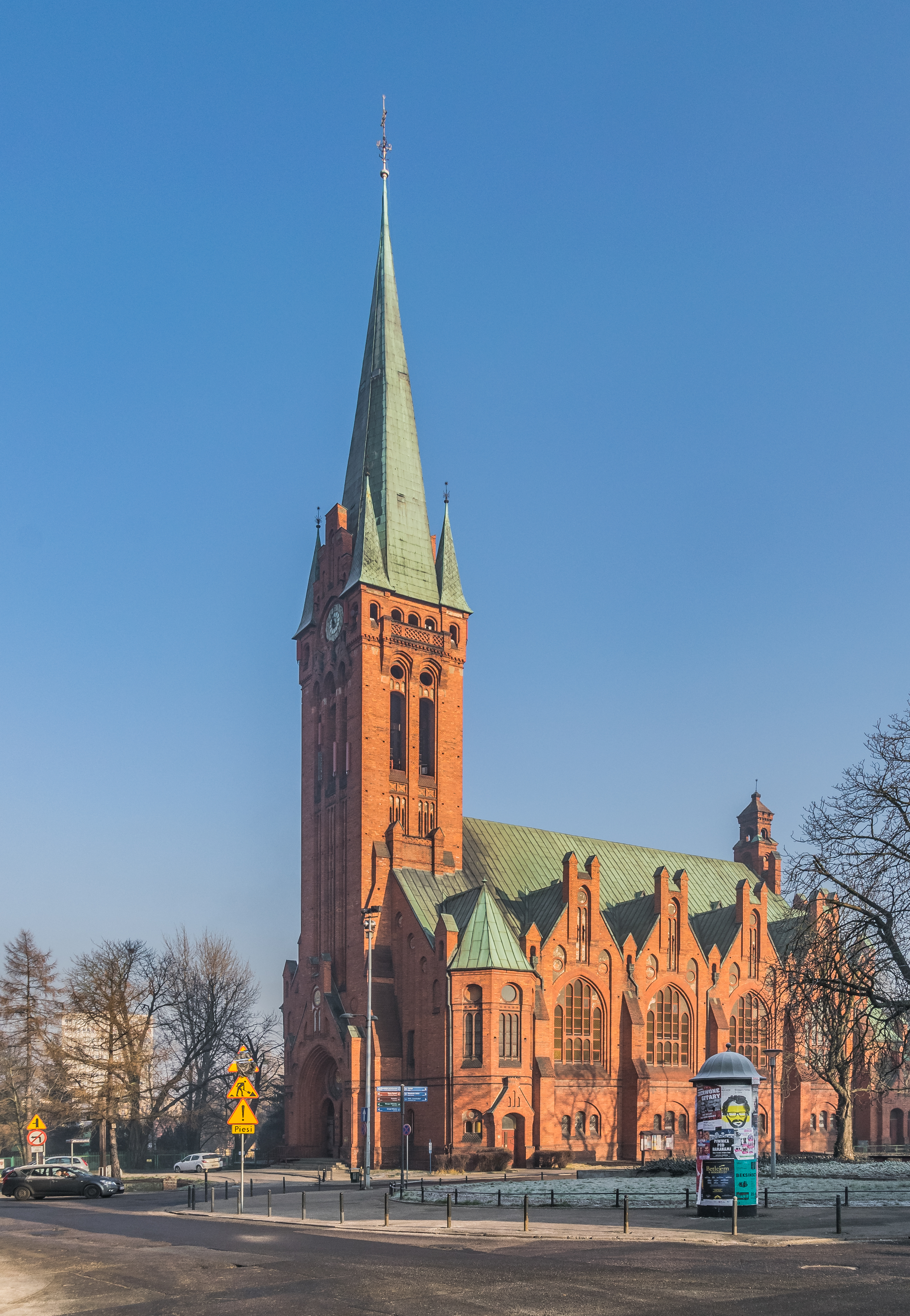
聖安德魯·布保拿教堂

- 技术与农业大学 Akademia Techniczno-Rolnicza im. Jana i Jędrzeja Śniadeckich （页面存档备份，存于）
- 比得哥什音乐学院 Akademia Muzyczna
- （页面存档备份，存于） (Uniwersytet Mikołaja Kopernika w Toruniu, Akademia Medyczna)
- Uniwersytet Kazimierza Wielkiego （页面存档备份，存于）
- Ośrodek Akademii Ekonomicznej w Poznaniu
- Sekcja Wydziału Teologicznego Uniwersytetu im. A. Mickiewicza w Poznaniu
- Kujawsko-Pomorska Szkoła Wyższa （页面存档备份，存于）
- Wyższa Szkoła Gospodarki （页面存档备份，存于）
- Wyższa Szkoła Informatyki i Nauk Społeczno-Prawnych （页面存档备份，存于）
- Wyższa Szkoła Ochrony Środowiska （页面存档备份，存于）
- Wyższa Szkoła Zarządzania i Finansów
- Wyższa Szkoła Informatyki in Łódź, Branch in Bydgoszcz

## 体育
- Ostromecko Astoria Bydgoszcz –波兰篮球联赛其中一队男子篮球队: 2003/2004赛季第八名。
- GCB Adriana Gazeta Pomorska Bydgoszcz- 波兰A组女子排球联赛其中一队女子排球队: 2004/2005赛季第二名。
- 比得哥什主办2008年国际田联世界青年田径锦标赛。

## 政治

### 比得哥什选区
由比得哥什选区选出的波兰共和国下议院议员:

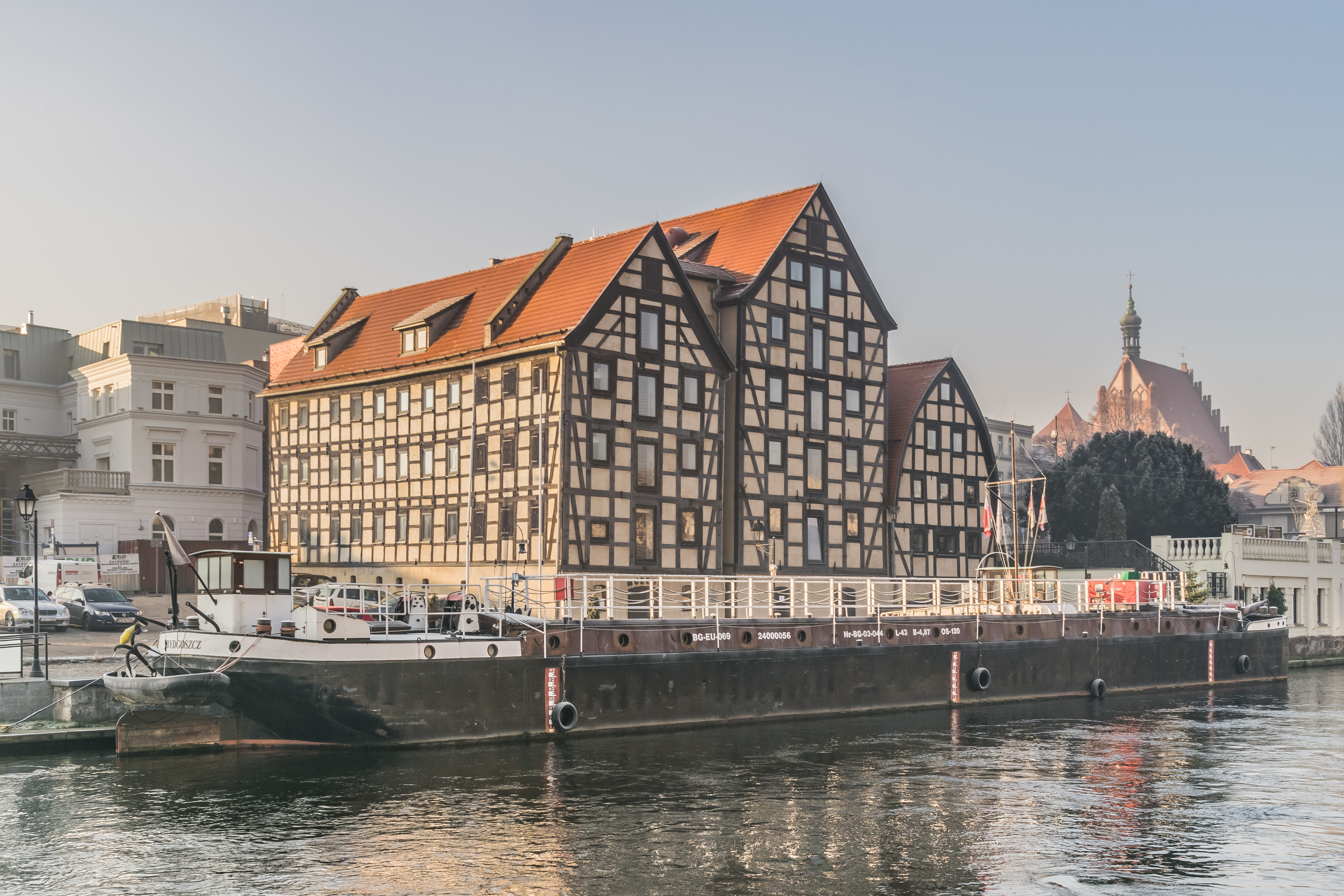
比得哥什

- Paweł Olszewski (PO)
- Teresa Piotrowska (PO)
- Maciej Swiatkowski (PO)
- Grazyna Ciemniak (SLD)
- Slawomir Jeneralski (SLD)
- Janusz Zemke (SLD)
- Witold Hatka (LPR)
- Tomasz Markowski (PiS)
- Wojciech Mojzesowicz (PiS)
- Tomasz Latos (PiS)
- Andrzej Walkowiak (PiS)
- Jan Bestry (Samoobrona)

## 名人
- Hansjochem Autrum，動物學家
- 日比格涅夫·博涅克，波兰足球历史上最伟大的球员之一
- Jan Kulczyk，實業家
- Hugo Hergesell，氣象學家
- 埃伯哈德·馮·馬肯森，將軍
- 库尔特·谭克，著名航空工程师和试飞员
- Edmund Michał Piszcz，主教
- 马里安·雷耶夫斯基，密码学家
- 拉多斯瓦夫·西科尔斯基，波蘭的國防部長

## 友好城市

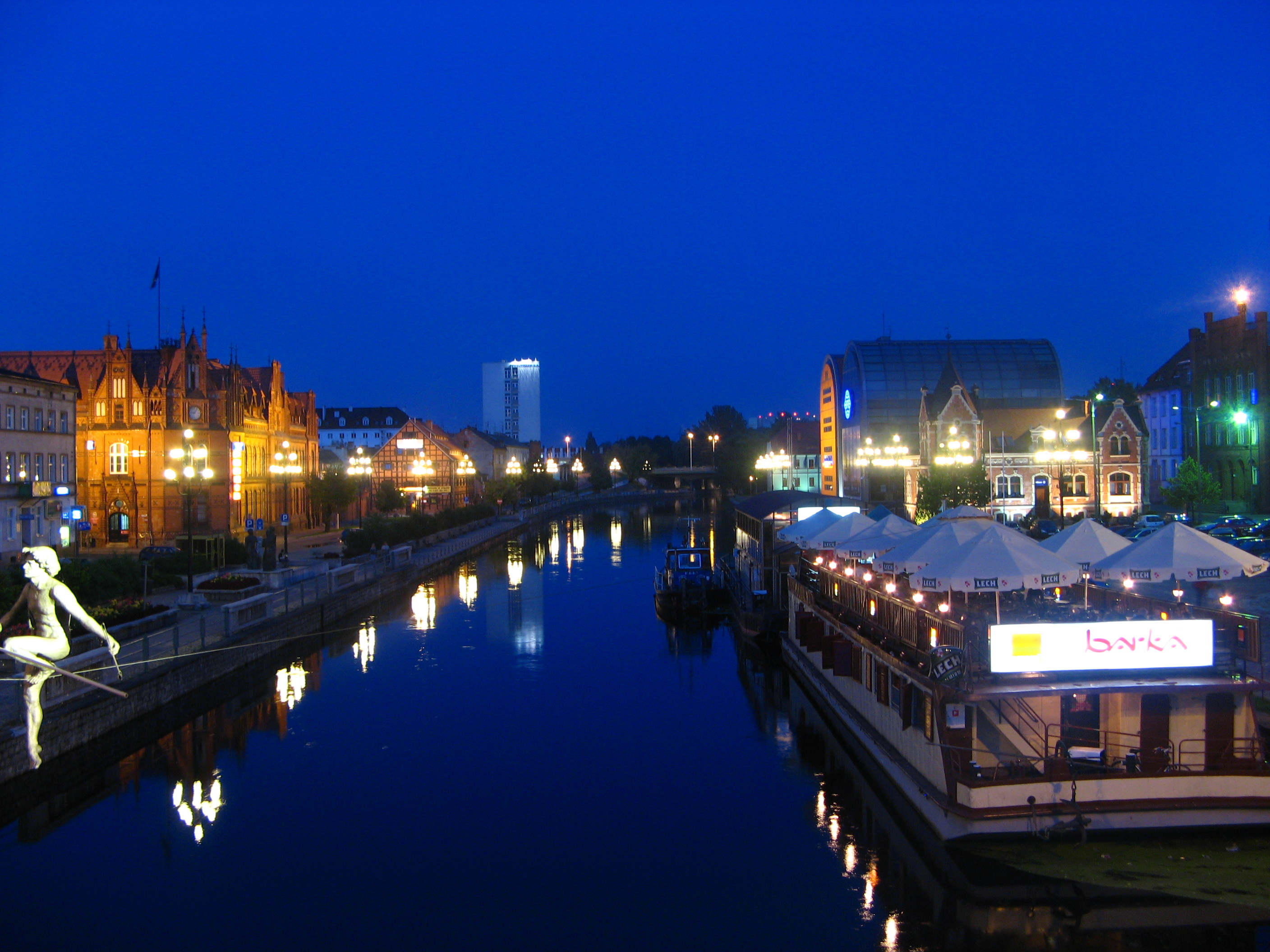
布爾達河

- 乌克兰 切尔卡瑟
- 美国 哈特福
- 塞爾維亞 克拉古耶瓦茨
- 乌克兰 克雷門丘克
- 德国 曼海姆
- 中国 宁波
- 巴甫洛達爾
- 希腊 帕特雷
- 英国
- 義大利 雷焦艾米利亚
- 德国 威廉港
- 羅馬尼亞 皮特什蒂[4]

## 相關參見

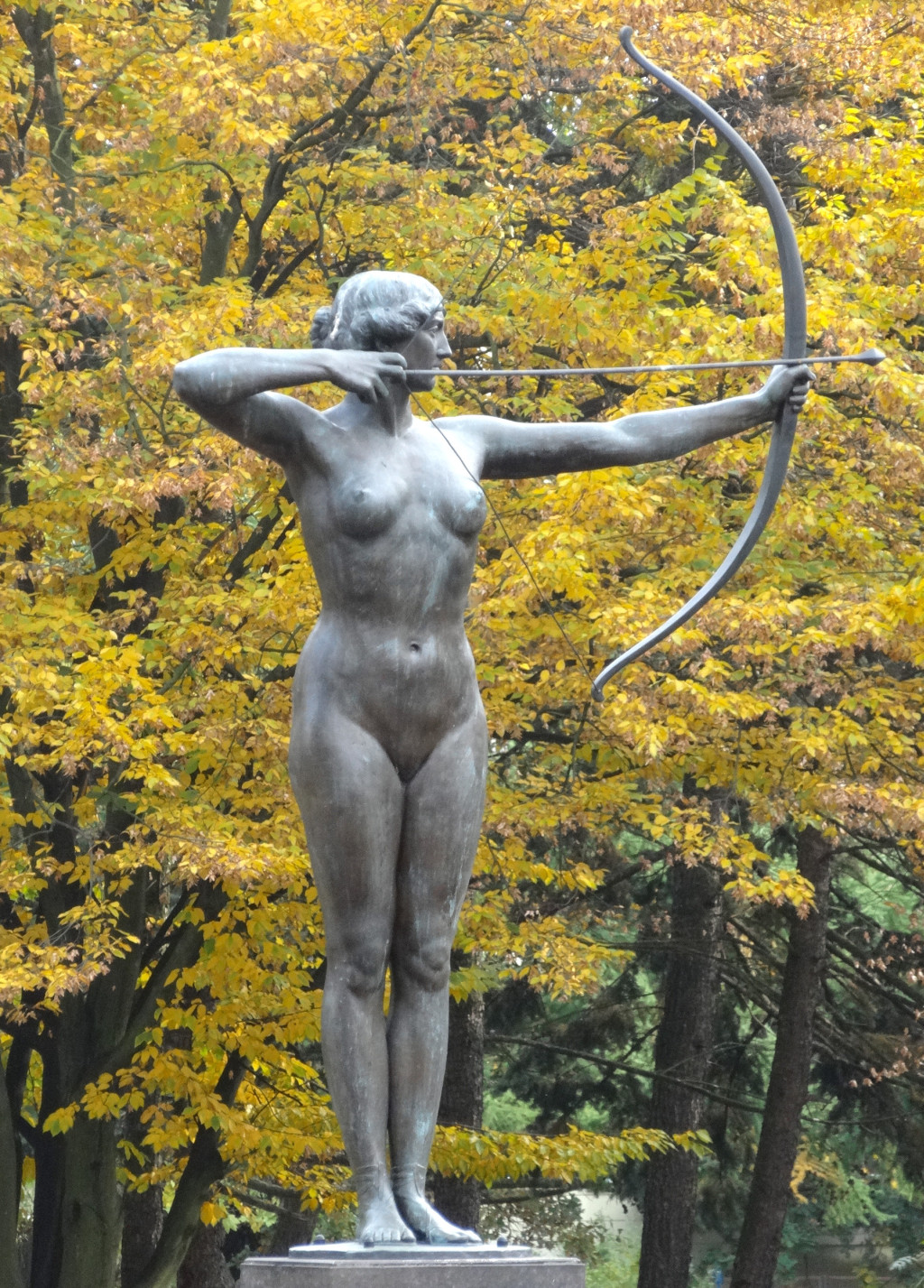
揚·科哈諾夫斯基公園的弓箭手雕塑

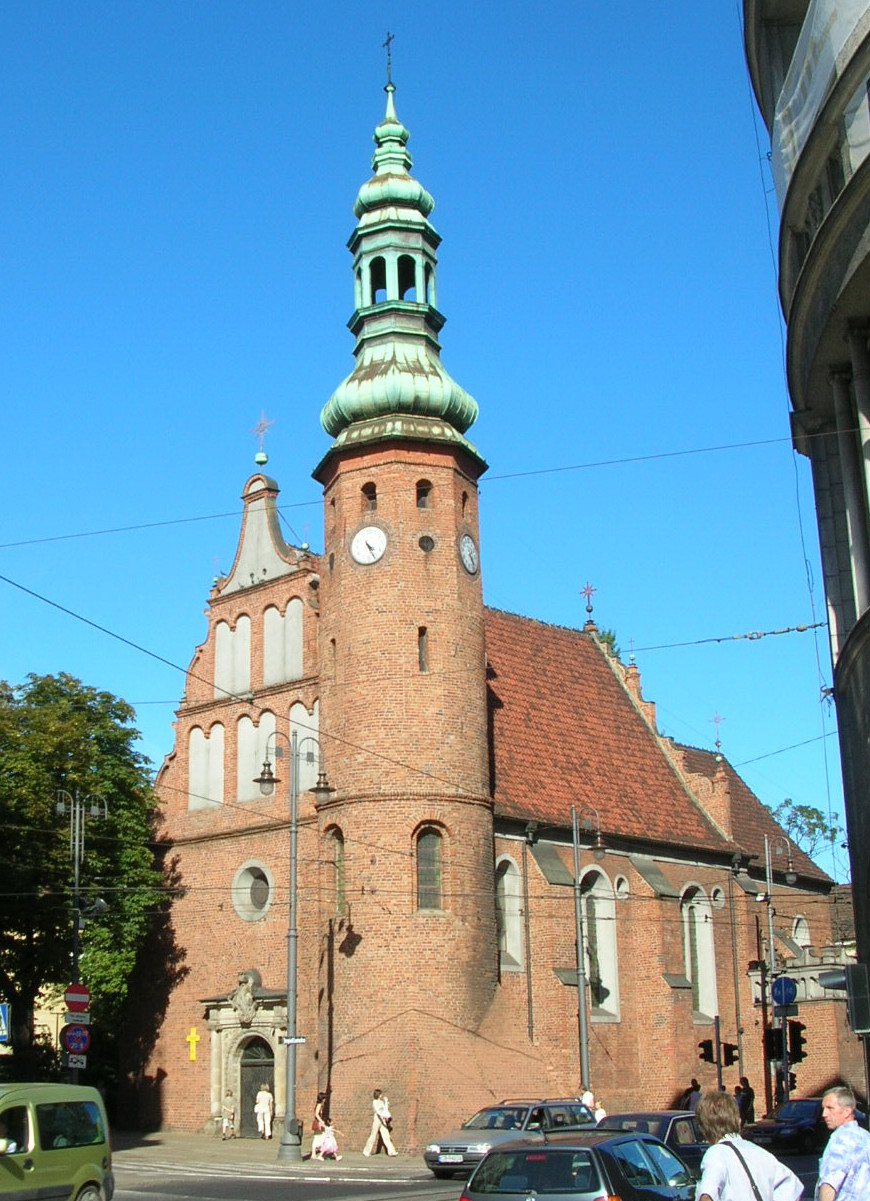
贫穷修女会教堂

- 比得哥什 (納粹集中營)
- 比得哥什部